# Светско првенство у рукомету 2023.
Свјетско првенство у рукомету 2023. било је 28. издање Свјетског првенства у рукомету, које је одржано од 11. до 29. јануара 2023. године у Пољској и Шведској. Данска је одбранила титулу победом над Француском и тако по трећи пут заредом постала првак. Шпанија је утакмици за треће место победила домаћина, Шведску, и тако трећи пут освојила бронзану медаљу, други пут за редом.

## Избор домаћина
За домаћинство свјетског првенства показало је чак 8 земаља Мађарска, Швајцарска, Словачка, Пољска, Шведска, Француска, Норвешка и Јужна Кореја.
Само 3 земље су предале папире за домаћинство до краја рока који је био 15. априла 2015.године, а то су:
- Мађарска
- Пољска
- Шведска

Међутим Пољска и Шведска су 21. априла 2015. године изразиле жељу да заједно буду домаћини тако да су за кандидате остале 2 понуде:
- Мађарска
- Пољска /  Шведска

На састанку ИХФ-овог конгреса 6. новембра 2015. године као домаћин изабране су Пољска и Шведска. Ово је уједно и први пут да је Пољска добила домаћинство Свјетског првенства у рукомету.

## Дворане
Турнир ће бити одржан у 9 дворана које се налазе у 8 градова. Градови домаћини су:
| Краков                    | Гдањск                    | Стокхолм                                    | Малме                                       | Гетеборг                                    |
| ------------------------- | ------------------------- | ------------------------------------------- | ------------------------------------------- | ------------------------------------------- |
| Краков арена              | Ерго арена                | Теле два арена                              | Малме арена                                 | Скандинавијум                               |
| Капацитет: 15,030         | Капацитет: 11,409         | Капацитет: 19,000                           | Капацитет: 13,000                           | Капацитет: 12,000                           |
|                           |                           |                                             |                                             |                                             |
| КраковГдањскКатовицеПлоцк | КраковГдањскКатовицеПлоцк | ГетеборгСтокхолмМалмеЈенћепингКристијанстад | ГетеборгСтокхолмМалмеЈенћепингКристијанстад | ГетеборгСтокхолмМалмеЈенћепингКристијанстад |
| Катовице                  | Плоцк                     | Јенћепинг                                   | Кристијанстад                               |                                             |
| Сподек                    | Орлен арена               | Кинарпс арена                               | Кристијанстад арена                         |                                             |
| Капацитет: 11,036         | Капацитет: 5,492          | Капацитет: 7,000                            | Капацитет: 4,700                            |                                             |
|                           |                           |                                             |                                             |                                             |

## Квалификације
Домаћин и актуелни свјетски првак су директно квалификовани. Према новој шеми, мјеста су распоређена на следећи начин:
- Домаћин: 2
- Бранилац титуле: 1
- Африка: 5
- Азија: 5
- Европа: 12
- Панамерика: 5
  - Северна Америка и Кариби: 1
  - Јужна и Средња Америка: 4
- Океанија/Додатна позивница: 1
- Позивница: 1

Коначни списак учесника изгледа овако:
| Такмичење                                           | Датум                               | Домаћин             | Број квалификованих | Квалификоване репрезентације                                                                             |
| --------------------------------------------------- | ----------------------------------- | ------------------- | ------------------- | --- |
| Домаћин                                             | 6. новембар 2015.                   | Сочи                | 2                   | Пољска · Шведска                                                                                         |
| Бранилац титуле                                     | 31. јануар 2021.                    | Египат              | 1                   | Данска                                                                                                   |
| Европско првенство у рукомету 2022.                 | 13.–30. јануар 2022.                | Мађарска · Словачка | 3                   | Француска · Норвешка · Шпанија                                                                           |
| Азијско првенство у рукомету 2022.                  | 18.–31. јануар 2022.                | Дамам               | 5                   | Бахреин · Иран · Катар · Саудијска Арабија · Јужна Кореја                                                |
| Првенство Јужне и Средње Америке у рукомету 2022.   | 25.–29. јануар 2022.                | Ресифе              | 4                   | Аргентина · Бразил · Чиле · Уругвај                                                                      |
| Афричко првенство у рукомету 2022.                  | 11.–18. јул 2022.                   | Египат              | 5                   | Алжир · Зеленортска Острва · Египат · Мароко · Тунис                                                     |
| Првенство Северне Америке и Кариба у рукомету 2022. | 25.–29. јуна 2022.                  | Мексико Сити        | 1                   | Сједињене Државе                                                                                         |
| Европске квалификације                              | 7. новембар 2021. – 16. aприл 2022. | Разно               | 9                   | Белгија · Хрватска · Немачка · Мађарска · Исланд · Црна Гора · Северна Македонија · Португалија · Србија |
| Позивница                                           | 28. јун 2022                        | —                   | 1+1                 | Холандија · Словенија                                                                                    |

## Квалификоване екипе
| Репрезентација     | Квалиф. као                            | Датум квалификације | Претходна учешћа на првенству |
| ------------------ | -------------------------------------- | ------------------- | --- |
| Пољска             | Домаћин                                | 6. новембар 2015.   | 16 (1958, 1967, 1970, 1974, 1978, 1982, 1986, 1990, 2003, 2007, 2009, 2011, 2013, 2015, 2017, 2021)                                                                     |
| Шведска            | Домаћин                                | 6. новембар 2015.   | 25 (1938, 1954., 1958., 1961, 1964, 1967, 1970, 1974, 1978, 1982, 1986, 1990., 1993., 1995, 1997, 1999., 2001, 2003, 2005, 2009, 2011., 2015, 2017, 2019, 2021)         |
| Данска             | Бранилац титуле                        | 31. јануар 2021.    | 24 (1938, 1954, 1958, 1961, 1964, 1967, 1970, 1974, 1978., 1982, 1986, 1993, 1995, 1999, 2003, 2005, 2007, 2009, 2011, 2013, 2015, 2017, 2019., 2021.)                  |
| Бахреин            | Топ 5 Азијског првенства               | 24. јануар 2022.    | 4 (2011, 2017, 2019, 2021) |
| Иран               | Топ 5 Азијског првенства               | 24. јануар 2022.    | 1 (2015) |
| Катар              | Топ 5 Азијског првенства               | 24. јануар 2022.    | 8 (2003, 2005, 2007, 2013, 2015., 2017, 2019, 2021) |
| Шпанија            | Топ 3 Европског првенства              | 25. јануар 2022.    | 21 (1958, 1974, 1978, 1982, 1986, 1990, 1993, 1995, 1997, 1999, 2001, 2003, 2005., 2007, 2009, 2011, 2013., 2015, 2017, 2019, 2021)                                     |
| Саудијска Арабија  | Топ 5 Азијског првенства               | 26. јануар 2022.    | 9 (1997, 1999, 2001, 2003, 2009, 2013, 2015, 2017, 2019) |
| Аргентина          | Топ 4 првенства Јужне и Средње Америке | 26. јануар 2022.    | 13 (1997, 1999, 2001, 2003, 2005, 2007, 2009, 2011, 2013, 2015, 2017, 2019, 2021)                                                                                       |
| Уругвај            | Топ 4 првенства Јужне и Средње Америке | 26. јануар 2022.    | 1 (2021) |
| Француска          | Топ 3 Европског првенства              | 26. јануар 2022.    | 23 (1954, 1958, 1961, 1964, 1967, 1970., 1978, 1990, 1993, 1995., 1997, 1999, 2001.,, 2003, 2005, 2007, 2009., 2011., 2013, 2015., 2017., 2019, 2021)                   |
| Бразил             | Топ 4 првенства Јужне и Средње Америке | 26. јануар 2022.    | 15 (1958, 1995, 1997, 1999, 2001, 2003,, 2005, 2007, 2009, 2011, 2013, 2015, 2017, 2019, 2021)                                                                          |
| Чиле               | Топ 4 првенства Јужне и Средње Америке | 26. јануар 2022.    | 6 (2011, 2013, 2015, 2017, 2019, 2021) |
| Норвешка           | Топ 3 Европског првенства              | 28. јануар 2022.    | 16 (1958, 1961, 1964, 1967, 1970, 1993, 1997, 1999, 2001, 2005, 2007, 2009, 2011, 2017, 2019, 2021)                                                                     |
| Јужна Кореја       | Топ 5 Азијског првенства               | 30. јануар 2022.    | 13 (1986, 1990, 1993, 1995, 1997, 1999, 2001, 2007, 2009, 2011, 2013, 2019, 2021)                                                                                       |
| Белгија            | Европске Квалификације                 | 19. март 2022.      | 0 (први наступ) |
| Немачка            | Европске Квалификације                 | 16. април 2022.     | 26 (1938., 1954, 1958., 1961., 1964, 1967, 1970, 1974., 1978., 1982., 1986, 1990, 1993, 1995, 1999, 2001, 2003, 2005, 2007., 2009, 2011, 2013, 2015, 2017, 2019., 2021) |
| Србија             | Европске Квалификације                 | 16. април 2022.     | 4 (2009, 2011, 2013, 2019) |
| Исланд             | Европске Квалификације                 | 16. април 2022.     | 21 (1958, 1961, 1964, 1970, 1974, 1978, 1986, 1990, 1993, 1995., 1997, 2001, 2003, 2005, 2007, 2011, 2013, 2015, 2017, 2019, 2021)                                      |
| Мађарска           | Европске Квалификације                 | 16. април 2022.     | 21 (1958, 1964, 1967, 1970, 1974, 1978, 1982, 1986, 1990, 1993, 1995, 1997, 1999, 2003, 2007, 2009, 2011, 2013, 2015, 2017, 2019, 2021)                                 |
| Хрватска           | Европске Квалификације                 | 16. април 2022.     | 14 (1995, 1997, 1999, 2001, 2003., 2005, 2007, 2009., 2011, 2013, 2015, 2017, 2019, 2021)                                                                               |
| Португалија        | Европске Квалификације                 | 17. април 2022.     | 4 (1997, 2001, 2003., 2021) |
| Црна Гора          | Европске Квалификације                 | 17. април 2022.     | 1 (2013) |
| Северна Македонија | Европске Квалификације                 | 17. април 2022.     | 7 (1999, 2009, 2013, 2015, 2017, 2019, 2021) |
| Холандија          | Позивница                              | 28. јун 2022        | 1 (1961) |
| Словенија          | Позивница                              | 28. јун 2022        | 9 (1995, 2001, 2003, 2005, 2007, 2013, 2015, 2017, 2021) |
| Сједињене Државе   | Северне Америке и Кариба Првенстa 2022 | 30. јуна 2022.      | 6 (1964, 1970, 1974, 1993, 1995, 2001) |
| Египат             | Топ 5 Афричког првенства               | 15. јул 2022.       | 16 (1964, 1993, 1995, 1997, 1999., 2001, 2003, 2005, 2007, 2009, 2011, 2013, 2015, 2017, 2019, 2021.)                                                                   |
| Тунис              | Топ 5 Афричког првенства               | 15. јул 2022.       | 15 (1967, 1995, 1997, 1999, 2001, 2003, 2005., 2007, 2009, 2011, 2013, 2015, 2017, 2019, 2021)                                                                          |
| Мароко             | Топ 5 Афричког првенства               | 15. јул 2022.       | 7 (1995, 1997, 1999, 2001, 2003, 2007, 2021) |
| Зеленортска Острва | Топ 5 Афричко првенствa                | 15. јул 2022.       | 1 (2021) |
| Алжир              | Топ 5 Афричког првенства               | 18. јул 2022.       | 15 (1974, 1982, 1986, 1990, 1993, 1997., 1999, 2001, 2003, 2005, 2009, 2011, 2013, 2021, 2021)                                                                          |

Напомена: Подебљане године указује на првака те године. Косе године указују на домаћина те године.

## Жријеб
Жријеб ће бити одржан 2. јула 2022. године у Катовицама
| Шешир 1                                                                         | Шешир 2                                                                                       | Шешир 3                                                                                            | Шешир 4                                                                                    |
| ------------------------------------------------------------------------------- | --------------------------------------------------------------------------------------------- | -------------------------------------------------------------------------------------------------- | ------------------------------------------------------------------------------------------ |
| - Данска - Шведска - Шпанија - Француска - Норвешка - Исланд - Немачка - Египат | - Катар - Хрватска - Белгија - Бразил - Португалија - Пољска - Црна Гора - Северна Македонија | - Србија - Мађарска - Аргентина - Бахреин - Саудијска Арабија - Зеленортска Острва - Чиле - Мароко | - Уругвај - Тунис - Алжир - Иран - Јужна Кореја - Сједињене Државе - Холандија - Словенија |

## Судије
ИХФ jе коначни попис судија потврдио 16. новембар 2022. године. За турнир је одабрано 25 судијских парова.
| Судије              | Судије                               |
| ------------------- | ------------------------------------ |
| Алжир               | Јусеф Белкири Сид Али Хамиди         |
| Аргентина           | Жулијан Гриљо Себастијан Ленци       |
| Аргентина           | Марија Паолантони Маријана Гарсија   |
| Босна и Херцеговина | Амар Коњичанин Дино Коњичанин        |
| Црна Гора           | Иван Павићевић Милош Ражнатовић      |
| Хрватска            | Матија Губица Борис Милошевић        |
| Србија              | Марко Секулић Владимир Јовандић      |
| Чешка               | Јири Новотњи Вацлав Хорачек          |
| Данска              | Јеспер Мадсен Мадс Хансен            |
| Египат              | Ала Емам Хосам Хедаја                |
| Француска           | Шарлот Бонавентура Жулие Бонавентура |
| Француска           | Карим Гасми Рауф Гасми               |
| Немачка             | Роберт Шулц Тобијас Тонис            |
| Немачка             | Мајке Мерц Тања Кутлер               |
| Мађарска            | Адам Биро Оливер Кис                 |
| Северна Македонија  | Ђорђи Начевски Славе Николов         |
| Литванија           | Миндаугас Гателис Ваидас Мажеика     |
| Норвешка            | Хавард Клевен Ларс Јорум             |
| Португалија         | Дуарте Сантош Рикардо Фонсека        |
| Словенија           | Бојан Лах Давид Сок                  |
| Јужна Кореја        | Коо Бон-ок Лее Се-ок                 |
| Швајцарска          | Артур Брунер Морад Салах             |
| Шпанија             | Андре Марин Игнасио Гарсија          |
| Шведска             | Мирза Куртагић Матијас Ветервик      |
| Турска              | Куршад Ердоган Ибрахим Оздениз       |

## Прелиминарна фаза
Све утакмице ће бити одигране по средњоевропском времену.

### Група А (Катовице)
| Поз. | Репрезентација | О | П | Н | И | ГД | ГП | ГР  | Бод. | Квалификација |
| ---- | -------------- | - | - | - | - | -- | -- | --- | ---- | ------------- |
| 1.   | Шпанија        | 3 | 3 | 0 | 0 | 99 | 73 | +26 | 6    | Други круг    |
| 2.   | Црна Гора      | 3 | 2 | 0 | 1 | 94 | 94 | 0   | 4    | Други круг    |
| 3.   | Иран           | 3 | 1 | 0 | 2 | 78 | 93 | -15 | 2    | Други круг    |
| 4.   | Чиле           | 3 | 0 | 0 | 3 | 83 | 94 | -11 | 0    | Президент куп |

| 11. јануар 2023. 20:30 | Чиле         | 24:25     | Иран    | Сподек, Катовице · Гледалаца: Коњичанин, Коњичанин · Судије: Босна и Херцеговина |
| 11. јануар 2023. 20:30 | Феуцхтманн 5 | (11:13)   | Ораеи 7 | Сподек, Катовице · Гледалаца: Коњичанин, Коњичанин · Судије: Босна и Херцеговина |
| 11. јануар 2023. 20:30 | 2×           | Извјештај | 8× 2×   | Сподек, Катовице · Гледалаца: Коњичанин, Коњичанин · Судије: Босна и Херцеговина |

| 12. јануар 2023. 20:30 | Шпанија     | 30:25     | Црна Гора | Сподек, Катовице · Гледалаца: Брунер, Салах · Судије: Швајцарска |
| 12. јануар 2023. 20:30 | Одриозола 6 | (15:12)   | Вујовић 7 | Сподек, Катовице · Гледалаца: Брунер, Салах · Судије: Швајцарска |
| 12. јануар 2023. 20:30 | 4×          | Извјештај | 6×        | Сподек, Катовице · Гледалаца: Брунер, Салах · Судије: Швајцарска |

| 14. јануар 2023. 18:00 | Црна Гора  | 34:31     | Иран      | Сподек, Катовице · Гледалаца: Сантош, Фонсека · Судије: Португалија |
| 14. јануар 2023. 18:00 | Вујовић 10 | (19:16)   | Садегхи 7 | Сподек, Катовице · Гледалаца: Сантош, Фонсека · Судије: Португалија |
| 14. јануар 2023. 18:00 | 2×         | Извјештај | 4× 1×     | Сподек, Катовице · Гледалаца: Сантош, Фонсека · Судије: Португалија |

| 14. јануар 2023. 20:30 | Шпанија      | 34:26     | Чиле         | Сподек, Катовице · Гледалаца: Емам, Хедаја · Судије: Египат |
| 14. јануар 2023. 20:30 | Дујсхебаев 6 | (18:15)   | Феуцхтманн 8 | Сподек, Катовице · Гледалаца: Емам, Хедаја · Судије: Египат |
| 14. јануар 2023. 20:30 | 3×           | Извјештај | 4× 3×        | Сподек, Катовице · Гледалаца: Емам, Хедаја · Судије: Египат |

| 16. јануар 2023. 18:00 | Црна Гора  | 35:33     | Чиле         | Сподек, Катовице · Гледалаца: Ердоган, Оздениз · Судије: Турска |
| 16. јануар 2023. 18:00 | Вујовић 12 | (20:18)   | Феуцхтманн 9 | Сподек, Катовице · Гледалаца: Ердоган, Оздениз · Судије: Турска |
| 16. јануар 2023. 18:00 | 6× 2×      | Извјештај | 1×           | Сподек, Катовице · Гледалаца: Ердоган, Оздениз · Судије: Турска |

| 16. јануар 2023. 20:30 | Иран         | 22:35     | Шпанија            | Сподек, Катовице · Гледалаца: Лах, Сок · Судије: Јужна Кореја |
| 16. јануар 2023. 20:30 | три играча 4 | (11:21)   | Дујсхебаев, Соле 6 | Сподек, Катовице · Гледалаца: Лах, Сок · Судије: Јужна Кореја |
| 16. јануар 2023. 20:30 | 4× 1×        | Извјештај | 2×                 | Сподек, Катовице · Гледалаца: Лах, Сок · Судије: Јужна Кореја |

### Група Б (Краков)
| Поз. | Репрезентација    | О | П | Н | И | ГД  | ГП  | ГР  | Бод. | Квалификација |
| ---- | ----------------- | - | - | - | - | --- | --- | --- | ---- | ------------- |
| 1.   | Француска         | 3 | 3 | 0 | 0 | 102 | 78  | +24 | 6    | Други круг    |
| 2.   | Словенија         | 3 | 2 | 0 | 1 | 96  | 77  | +19 | 4    | Други круг    |
| 3.   | Пољска            | 3 | 1 | 0 | 2 | 74  | 82  | -8  | 2    | Други круг    |
| 4.   | Саудијска Арабија | 3 | 0 | 0 | 3 | 66  | 101 | -35 | 0    | Президент куп |

| 11. јануар 2023. 21:00 | Француска | 26:24     | Пољска  | Краков арена, Краков · Гледалаца: Куртагић, Ветервик · Судије: Шведска |
| 11. јануар 2023. 21:00 | Мем 6     | (14:13)   | Сицко 7 | Краков арена, Краков · Гледалаца: Куртагић, Ветервик · Судије: Шведска |
| 11. јануар 2023. 21:00 | 4× 1×     | Извјештај | 2× 1×   | Краков арена, Краков · Гледалаца: Куртагић, Ветервик · Судије: Шведска |

| 12. јануар 2023. 20:30 | Саудијска Арабија | 19:33     | Словенија   | Краков арена, Краков · Гледалаца: Ердоган, Оздениз · Судије: Турска |
| 12. јануар 2023. 20:30 | Ал-Муваллад 6     | (8:16)    | Блаж Јанц 6 | Краков арена, Краков · Гледалаца: Ердоган, Оздениз · Судије: Турска |
| 12. јануар 2023. 20:30 | 4×                | Извјештај | 4×          | Краков арена, Краков · Гледалаца: Ердоган, Оздениз · Судије: Турска |

| 14. јануар 2023. 18:00 | Француска | 41:23     | Саудијска Арабија   | Краков арена, Краков · Гледалаца: Лах, Сок · Судије: Јужна Кореја |
| 14. јануар 2023. 18:00 | Ленне 8   | (24:14)   | Ал-Абас, Ал-Салем 5 | Краков арена, Краков · Гледалаца: Лах, Сок · Судије: Јужна Кореја |
| 14. јануар 2023. 18:00 | 1×        | Извјештај | 3× 1×               | Краков арена, Краков · Гледалаца: Лах, Сок · Судије: Јужна Кореја |

| 14. јануар 2023. 20:30 | Пољска   | 23:32     | Словенија | Краков арена, Краков · Гледалаца: Новотњи, Хорачек · Судије: Чешка |
| 14. јануар 2023. 20:30 | Морито 6 | (11:17)   | Доленец 7 | Краков арена, Краков · Гледалаца: Новотњи, Хорачек · Судије: Чешка |
| 14. јануар 2023. 20:30 | 5×       | Извјештај | 6×        | Краков арена, Краков · Гледалаца: Новотњи, Хорачек · Судије: Чешка |

| 16. јануар 2023. 18:00 | Словенија | 31:35     | Француска     | Краков арена, Краков · Гледалаца: Брунер, Салах · Судије: Швајцарска |
| 16. јануар 2023. 18:00 | Влах 9    | (14:16)   | Мае, Ремили 7 | Краков арена, Краков · Гледалаца: Брунер, Салах · Судије: Швајцарска |
| 16. јануар 2023. 18:00 | 3× 1×     | Извјештај | 6×            | Краков арена, Краков · Гледалаца: Брунер, Салах · Судије: Швајцарска |

| 16. јануар 2023. 20:30 | Пољска   | 27:24     | Саудијска Арабија | Краков арена, Краков · Гледалаца: Сантош, Фонсека · Судије: Португалија |
| 16. јануар 2023. 20:30 | Морито 9 | (14:16)   | Ал-Абас 5         | Краков арена, Краков · Гледалаца: Сантош, Фонсека · Судије: Португалија |
| 16. јануар 2023. 20:30 | 7×       | Извјештај | 1×                | Краков арена, Краков · Гледалаца: Сантош, Фонсека · Судије: Португалија |

### Група Ц (Гетеборг)
| Поз. | Репрезентација     | О | П | Н | И | ГД  | ГП  | ГР  | Бод. | Квалификација |
| ---- | ------------------ | - | - | - | - | --- | --- | --- | ---- | ------------- |
| 1.   | Шведска            | 3 | 3 | 0 | 0 | 107 | 57  | +50 | 6    | Други круг    |
| 2.   | Бразил             | 3 | 2 | 0 | 1 | 83  | 78  | +5  | 4    | Други круг    |
| 3.   | Зеленортска Острва | 3 | 1 | 0 | 2 | 88  | 89  | -1  | 2    | Други круг    |
| 4.   | Уругвај            | 3 | 0 | 0 | 3 | 61  | 115 | -54 | 0    | Президент куп |

| 12. јануар 2023. 18:00 | Зеленортска Острва | 33:25     | Уругвај            | Скандинавијум, Гетеборг · Гледалаца: Мерз, Куттлер · Судије: Немачка |
| 12. јануар 2023. 18:00 | Гуалтхер Фуртадо 6 | (11:9)    | Ростагано, Руббо 5 | Скандинавијум, Гетеборг · Гледалаца: Мерз, Куттлер · Судије: Немачка |
| 12. јануар 2023. 18:00 | 2×                 | Извјештај | 1×                 | Скандинавијум, Гетеборг · Гледалаца: Мерз, Куттлер · Судије: Немачка |

| 12. јануар 2023. 20:30 | Шведска      | 26:18     | Бразил              | Скандинавијум, Гетеборг · Гледалаца: Лах, Сок · Судије: Словенија |
| 12. јануар 2023. 20:30 | Готфридсон 6 | (11:9)    | Густаво Родригуес 4 | Скандинавијум, Гетеборг · Гледалаца: Лах, Сок · Судије: Словенија |
| 12. јануар 2023. 20:30 | 3×           | Извјештај | 3× 1×               | Скандинавијум, Гетеборг · Гледалаца: Лах, Сок · Судије: Словенија |

| 14. јануар 2023. 18:00 | Бразил      | 35:24     | Уругвај  | Скандинавијум, Гетеборг · Гледалаца: Секулић, Јовандић · Судије: Србија |
| 14. јануар 2023. 18:00 | Хацкбартх 5 | (19:10)   | Капело 5 | Скандинавијум, Гетеборг · Гледалаца: Секулић, Јовандић · Судије: Србија |
| 14. јануар 2023. 18:00 | 4× 1×       | Извјештај | 2× 1×    | Скандинавијум, Гетеборг · Гледалаца: Секулић, Јовандић · Судије: Србија |

| 14. јануар 2023. 20:30 | Шведска          | 34:27     | Зеленортска Острва | Скандинавијум, Гетеборг · Гледалаца: К. Гасми, Р. Гасми · Судије: Француска |
| 14. јануар 2023. 20:30 | Петерсон, Ване 5 | (19:10)   | Ландим, Морено 6   | Скандинавијум, Гетеборг · Гледалаца: К. Гасми, Р. Гасми · Судије: Француска |
| 14. јануар 2023. 20:30 | 1×               | Извјештај | 5×                 | Скандинавијум, Гетеборг · Гледалаца: К. Гасми, Р. Гасми · Судије: Француска |

| 16. јануар 2023. 18:00 | Бразил   | 30:28     | Зеленортска Острва | Скандинавијум, Гетеборг · Гледалаца: Клевен, Јорум · Судије: Норвешка |
| 16. јануар 2023. 18:00 | Дупоук 7 | (17:15)   | Морено 7           | Скандинавијум, Гетеборг · Гледалаца: Клевен, Јорум · Судије: Норвешка |
| 16. јануар 2023. 18:00 | 2×       | Извјештај |                    | Скандинавијум, Гетеборг · Гледалаца: Клевен, Јорум · Судије: Норвешка |

| 16. јануар 2023. 20:30 | Уругвај     | 12:47     | Шведска     | Скандинавијум, Гетеборг · Гледалаца: Белкири, Хамиди · Судије: Алжир |
| 16. јануар 2023. 20:30 | Де Агрела 5 | (8:25)    | Јохансон 11 | Скандинавијум, Гетеборг · Гледалаца: Белкири, Хамиди · Судије: Алжир |
| 16. јануар 2023. 20:30 | 3×          | Извјештај | 3×          | Скандинавијум, Гетеборг · Гледалаца: Белкири, Хамиди · Судије: Алжир |

### Група Д (Јенћепинг)
| Поз. | Репрезентација | О | П | Н | И | ГД | ГП  | ГР  | Бод. | Квалификација |
| ---- | -------------- | - | - | - | - | -- | --- | --- | ---- | ------------- |
| 1.   | Португалија    | 3 | 2 | 0 | 1 | 85 | 74  | +11 | 4    | Други круг    |
| 2.   | Исланд         | 3 | 2 | 0 | 1 | 96 | 81  | +15 | 4    | Други круг    |
| 3.   | Мађарска       | 3 | 2 | 0 | 1 | 85 | 82  | +3  | 4    | Други круг    |
| 4.   | Јужна Кореја   | 3 | 0 | 0 | 3 | 76 | 105 | -29 | 0    | Президент куп |

| 12. јануар 2023. 18:00 | Мађарска | 35:27     | Јужна Кореја | Кинарпс арена, Јенћепинг · Гледалаца: Белкири, Хамиди · Судије: Алжир |
| 12. јануар 2023. 18:00 | Лекаи 7  | (21:11)   | Три играча 5 | Кинарпс арена, Јенћепинг · Гледалаца: Белкири, Хамиди · Судије: Алжир |
| 12. јануар 2023. 18:00 | 8× 1×    | Извјештај | 5× 1×        | Кинарпс арена, Јенћепинг · Гледалаца: Белкири, Хамиди · Судије: Алжир |

| 12. јануар 2023. 20:30 | Исланд   | 30:26     | Португалија | Кинарпс арена, Јенћепинг · Гледалаца: Шулц, Тонис · Судије: Немачка |
| 12. јануар 2023. 20:30 | Елисон 9 | (15:15)   | Портела 8   | Кинарпс арена, Јенћепинг · Гледалаца: Шулц, Тонис · Судије: Немачка |
| 12. јануар 2023. 20:30 | 3× 1×    | Извјештај | 5× 1×       | Кинарпс арена, Јенћепинг · Гледалаца: Шулц, Тонис · Судије: Немачка |

| 14. јануар 2023. 18:00 | Португалија | 32:24     | Јужна Кореја | Кинарпс арена, Јенћепинг · Гледалаца: Павићевић, Ражнатовић · Судије: Црна Гора |
| 14. јануар 2023. 18:00 | Гомес 7     | (15:12)   | Хјеон-сик 4  | Кинарпс арена, Јенћепинг · Гледалаца: Павићевић, Ражнатовић · Судије: Црна Гора |
| 14. јануар 2023. 18:00 | 5×          | Извјештај | 3×           | Кинарпс арена, Јенћепинг · Гледалаца: Павићевић, Ражнатовић · Судије: Црна Гора |

| 14. јануар 2023. 20:30 | Исланд   | 28:30     | Мађарска      | Кинарпс арена, Јенћепинг · Гледалаца: Ш. Бонавентура, Ж. Бонавентура · Судије: Француска |
| 14. јануар 2023. 20:30 | Анцсин 9 | (17:12)   | Мар Елиссон 6 | Кинарпс арена, Јенћепинг · Гледалаца: Ш. Бонавентура, Ж. Бонавентура · Судије: Француска |
| 14. јануар 2023. 20:30 | 3×       | Извјештај | 5× 1×         | Кинарпс арена, Јенћепинг · Гледалаца: Ш. Бонавентура, Ж. Бонавентура · Судије: Француска |

| 16. јануар 2023. 18:00 | Јужна Кореја  | 25:38     | Исланд         | Кинарпс арена, Јенћепинг · Гледалаца: Мерз, Куттлер · Судије: Немачка |
| 16. јануар 2023. 18:00 | Канг, Ким И 4 | (13:19)   | Рикхарðссон 11 | Кинарпс арена, Јенћепинг · Гледалаца: Мерз, Куттлер · Судије: Немачка |
| 16. јануар 2023. 18:00 | 4×            | Извјештај | 4× 1×          | Кинарпс арена, Јенћепинг · Гледалаца: Мерз, Куттлер · Судије: Немачка |

| 16. јануар 2023. 20:30 | Португалија | 27:20     | Мађарска | Кинарпс арена, Јенћепинг · Гледалаца: Начевски, Николов · Судије: Северна Македонија |
| 16. јануар 2023. 20:30 | Коста 6     | (16:9)    | Бодо 5   | Кинарпс арена, Јенћепинг · Гледалаца: Начевски, Николов · Судије: Северна Македонија |
| 16. јануар 2023. 20:30 | 2×          | Извјештај | 3×       | Кинарпс арена, Јенћепинг · Гледалаца: Начевски, Николов · Судије: Северна Македонија |

### Група Е (Катовице)
| Поз. | Репрезентација | О | П | Н | И | ГД  | ГП  | ГР  | Бод. | Квалификација |
| ---- | -------------- | - | - | - | - | --- | --- | --- | ---- | ------------- |
| 1.   | Немачка        | 3 | 3 | 0 | 0 | 102 | 81  | +21 | 6    | Други круг    |
| 2.   | Србија         | 3 | 2 | 0 | 1 | 103 | 85  | +18 | 4    | Други круг    |
| 3.   | Катар          | 3 | 1 | 0 | 1 | 80  | 89  | +1  | 2    | Други круг    |
| 4.   | Алжир          | 3 | 0 | 0 | 3 | 72  | 102 | -30 | 0    | Президент куп |

| 13. јануар 2023. 18:00 | Немачка | 31:27     | Катар    | Сподек, Катовице · Гледалаца: Губица, Милошевић · Судије: Хрватска |
| 13. јануар 2023. 18:00 | Кнорр 8 | (18:13)   | Цапоте 5 | Сподек, Катовице · Гледалаца: Губица, Милошевић · Судије: Хрватска |
| 13. јануар 2023. 18:00 | 1×      | Извјештај | 4× 1×    | Сподек, Катовице · Гледалаца: Губица, Милошевић · Судије: Хрватска |

| 13. јануар 2023. 20:30 | Србија     | 36:27     | Алжир  | Сподек, Катовице · Гледалаца: Гателис, Мажеика · Судије: Литванија |
| 13. јануар 2023. 20:30 | Марсенић 9 | (16:13)   | Ариб 5 | Сподек, Катовице · Гледалаца: Гателис, Мажеика · Судије: Литванија |
| 13. јануар 2023. 20:30 | 4×         | Извјештај | 4× 1×  | Сподек, Катовице · Гледалаца: Гателис, Мажеика · Судије: Литванија |

| 15. јануар 2023. 18:00 | Немачка   | 34:33     | Србија  | Сподек, Катовице · Гледалаца: Мадсен, Хансен · Судије: Данска |
| 15. јануар 2023. 18:00 | Мертенс 7 | (19:17)   | Кукић 7 | Сподек, Катовице · Гледалаца: Мадсен, Хансен · Судије: Данска |
| 15. јануар 2023. 18:00 | 5× 1×     | Извјештај | 2× 1×   | Сподек, Катовице · Гледалаца: Мадсен, Хансен · Судије: Данска |

| 15. јануар 2023. 20:30 | Катар    | 29:24     | Алжир         | Сподек, Катовице · Гледалаца: Емам, Хедаја · Судије: Египат |
| 15. јануар 2023. 20:30 | Мадади 9 | (12:11)   | Абди, Даоуд 7 | Сподек, Катовице · Гледалаца: Емам, Хедаја · Судије: Египат |
| 15. јануар 2023. 20:30 | 4× 2×    | Извјештај | 3×            | Сподек, Катовице · Гледалаца: Емам, Хедаја · Судије: Египат |

| 17. јануар 2023. 18:00 | Алжир  | 21:37     | Немачка       | Сподек, Катовице · Гледалаца: Биро, Кисс · Судије: Мађарска |
| 17. јануар 2023. 18:00 | Абди 5 | (9:16)    | Кохлбацхер 10 | Сподек, Катовице · Гледалаца: Биро, Кисс · Судије: Мађарска |
| 17. јануар 2023. 18:00 | 2× 1×  | Извјештај | 1×            | Сподек, Катовице · Гледалаца: Биро, Кисс · Судије: Мађарска |

| 17. јануар 2023. 20:30 | Катар        | 24:34     | Србија        | Сподек, Катовице · Гледалаца: Новотњи, Хорачек · Судије: Чешка |
| 17. јануар 2023. 20:30 | Три играча 5 | (14:17)   | Радивојевић 7 | Сподек, Катовице · Гледалаца: Новотњи, Хорачек · Судије: Чешка |
| 17. јануар 2023. 20:30 | 3×           | Извјештај | 4×            | Сподек, Катовице · Гледалаца: Новотњи, Хорачек · Судије: Чешка |

### Група Ф (Краков)
| Поз. | Репрезентација     | О | П | Н | И | ГД | ГП  | ГР  | Бод. | Квалификација |
| ---- | ------------------ | - | - | - | - | -- | --- | --- | ---- | ------------- |
| 1.   | Норвешка           | 3 | 3 | 0 | 0 | 98 | 74  | +24 | 6    | Други круг    |
| 2.   | Холандија          | 3 | 2 | 0 | 1 | 89 | 70  | +19 | 4    | Други круг    |
| 3.   | Аргентина          | 3 | 1 | 0 | 2 | 75 | 87  | -12 | 2    | Други круг    |
| 4.   | Северна Македонија | 3 | 0 | 0 | 3 | 77 | 108 | -31 | 0    | Президент куп |

| 13. јануар 2023. 18:00 | Аргентина         | 19:29     | Холандија | Краков арена, Краков · Гледалаца: Мадсен, Хансен · Судије: Данска |
| 13. јануар 2023. 18:00 | Паркер, Симонет 5 | (11:14)   | Смитс 7   | Краков арена, Краков · Гледалаца: Мадсен, Хансен · Судије: Данска |
| 13. јануар 2023. 18:00 | 3× 1×             | Извјештај | 3× 1×     | Краков арена, Краков · Гледалаца: Мадсен, Хансен · Судије: Данска |

| 13. јануар 2023. 20:30 | Норвешка               | 39:27     | Северна Македонија | Краков арена, Краков · Гледалаца: Биро, Кисс · Судије: Мађарска |
| 13. јануар 2023. 20:30 | Абелвик Ред, Сагосен 6 | (18:11)   | Талески 7          | Краков арена, Краков · Гледалаца: Биро, Кисс · Судије: Мађарска |
| 13. јануар 2023. 20:30 | 2× 1×                  | Извјештај | 3× 1×              | Краков арена, Краков · Гледалаца: Биро, Кисс · Судије: Мађарска |

| 15. јануар 2023. 18:00 | Северна Македонија      | 24:34     | Холандија | Краков арена, Краков · Гледалаца: Куртагић, Ветервик · Судије: Шведска |
| 15. јануар 2023. 18:00 | Кузмановски, Пешевски 4 | (11:18)   | Смитс 10  | Краков арена, Краков · Гледалаца: Куртагић, Ветервик · Судије: Шведска |
| 15. јануар 2023. 18:00 | 2×                      | Извјештај | 5× 1×     | Краков арена, Краков · Гледалаца: Куртагић, Ветервик · Судије: Шведска |

| 15. јануар 2023. 20:30 | Норвешка     | 32:21     | Аргентина | Краков арена, Краков · Гледалаца: Коњичанин, Коњичанин · Судије: Босна и Херцеговина |
| 15. јануар 2023. 20:30 | Три играча 5 | (16:12)   | Симонет 7 | Краков арена, Краков · Гледалаца: Коњичанин, Коњичанин · Судије: Босна и Херцеговина |
| 15. јануар 2023. 20:30 | 2×           | Извјештај | 5×        | Краков арена, Краков · Гледалаца: Коњичанин, Коњичанин · Судије: Босна и Херцеговина |

| 17. јануар 2023. 18:00 | Северна Македонија | 26:35     | Аргентина | Краков арена, Краков · Гледалаца: Гателис, Мажеика · Судије: Литванија |
| 17. јануар 2023. 18:00 | Талески 5          | (11:18)   | Симонет 8 | Краков арена, Краков · Гледалаца: Гателис, Мажеика · Судије: Литванија |
| 17. јануар 2023. 18:00 | 1×                 | Извјештај | 2× 1×     | Краков арена, Краков · Гледалаца: Гателис, Мажеика · Судије: Литванија |

| 17. јануар 2023. 20:30 | Холандија | 26:27     | Норвешка  | Краков арена, Краков · Гледалаца: Губица, Милошевић · Судије: Хрватска |
| 17. јануар 2023. 20:30 | Смитс 7   | (17:13)   | Сагосен 7 | Краков арена, Краков · Гледалаца: Губица, Милошевић · Судије: Хрватска |
| 17. јануар 2023. 20:30 | 3× 1×     | Извјештај |           | Краков арена, Краков · Гледалаца: Губица, Милошевић · Судије: Хрватска |

### Група Г (Кристијанстад)
| Поз. | Репрезентација   | О | П | Н | И | ГД | ГП  | ГР  | Бод. | Квалификација |
| ---- | ---------------- | - | - | - | - | -- | --- | --- | ---- | ------------- |
| 1.   | Египат           | 3 | 3 | 0 | 0 | 96 | 57  | +39 | 6    | Други круг    |
| 2.   | Хрватска         | 3 | 2 | 0 | 1 | 98 | 77  | +21 | 4    | Други круг    |
| 3.   | Сједињене Државе | 3 | 1 | 0 | 2 | 66 | 102 | -36 | 2    | Други круг    |
| 4.   | Мароко           | 3 | 0 | 0 | 3 | 70 | 94  | -24 | 0    | Президент куп |

| 13. јануар 2023. 18:00 | Мароко      | 27:28     | Сједињене Државе | Кристијанстад арена, Кристијанстад · Гледалаца: Клевен, Јорум · Судије: Норвешка |
| 13. јануар 2023. 18:00 | Харцхаоуи 5 | (12:12)   | Фофана 6         | Кристијанстад арена, Кристијанстад · Гледалаца: Клевен, Јорум · Судије: Норвешка |
| 13. јануар 2023. 18:00 | 5×          | Извјештај | 5×               | Кристијанстад арена, Кристијанстад · Гледалаца: Клевен, Јорум · Судије: Норвешка |

| 13. јануар 2023. 20:30 | Египат    | 31:22     | Хрватска | Кристијанстад арена, Кристијанстад · Гледалаца: Марин, Гарсија · Судије: Шпанија |
| 13. јануар 2023. 20:30 | Махмоуд 7 | (16:12)   | Шипић 5  | Кристијанстад арена, Кристијанстад · Гледалаца: Марин, Гарсија · Судије: Шпанија |
| 13. јануар 2023. 20:30 | 2×        | Извјештај | 5× 2×    | Кристијанстад арена, Кристијанстад · Гледалаца: Марин, Гарсија · Судије: Шпанија |

| 15. јануар 2023. 18:00 | Египат   | 30:19     | Мароко  | Кристијанстад арена, Кристијанстад · Гледалаца: Жулијан, Гриљо · Судије: Аргентина |
| 15. јануар 2023. 18:00 | Каддах 7 | (13:9)    | Лакби 5 | Кристијанстад арена, Кристијанстад · Гледалаца: Жулијан, Гриљо · Судије: Аргентина |
| 15. јануар 2023. 18:00 | 1×       | Извјештај | 4× 1×   | Кристијанстад арена, Кристијанстад · Гледалаца: Жулијан, Гриљо · Судије: Аргентина |

| 15. јануар 2023. 20:30 | Хрватска  | 40:22     | Сједињене Државе | Кристијанстад арена, Кристијанстад · Гледалаца: Паолантони, Гарсија · Судије: Аргентина |
| 15. јануар 2023. 20:30 | Карачић 8 | (20:10)   | Хајнс 6          | Кристијанстад арена, Кристијанстад · Гледалаца: Паолантони, Гарсија · Судије: Аргентина |
| 15. јануар 2023. 20:30 | 2× 1×     | Извјештај | 2×               | Кристијанстад арена, Кристијанстад · Гледалаца: Паолантони, Гарсија · Судије: Аргентина |

| 17. јануар 2023. 18:00 | Сједињене Државе | 16:35     | Египат          | Кристијанстад арена, Кристијанстад · Гледалаца: Секулић, Јовандић · Судије: Србија |
| 17. јануар 2023. 18:00 | Амитовић, Чен 4  | (7:19)    | Четири играча 4 | Кристијанстад арена, Кристијанстад · Гледалаца: Секулић, Јовандић · Судије: Србија |
| 17. јануар 2023. 18:00 | 1× 2×            | Извјештај | 2×              | Кристијанстад арена, Кристијанстад · Гледалаца: Секулић, Јовандић · Судије: Србија |

| 17. јануар 2023. 20:30 | Хрватска  | 36:24     | Мароко                | Кристијанстад арена, Кристијанстад · Гледалаца: Ш. Бонавентура, Ж. Бонавентура · Судије: Француска |
| 17. јануар 2023. 20:30 | Циндрић 9 | (15:13)   | Ел Хакими, Реззоуки 5 | Кристијанстад арена, Кристијанстад · Гледалаца: Ш. Бонавентура, Ж. Бонавентура · Судије: Француска |
| 17. јануар 2023. 20:30 | 4× 1×     | Извјештај | 4×                    | Кристијанстад арена, Кристијанстад · Гледалаца: Ш. Бонавентура, Ж. Бонавентура · Судије: Француска |

### Група Х (Малме)
| Поз. | Репрезентација | О | П | Н | И | ГД  | ГП  | ГР  | Бод. | Квалификација |
| ---- | -------------- | - | - | - | - | --- | --- | --- | ---- | ------------- |
| 1.   | Данска         | 3 | 3 | 0 | 0 | 113 | 70  | +43 | 6    | Други круг    |
| 2.   | Бахреин        | 3 | 1 | 1 | 1 | 78  | 91  | -13 | 3    | Други круг    |
| 3.   | Белгија        | 3 | 1 | 0 | 2 | 87  | 102 | -15 | 2    | Други круг    |
| 4.   | Тунис          | 3 | 0 | 1 | 2 | 77  | 92  | -15 | 1    | Президент куп |

| 13. јануар 2023. 18:00 | Бахреин  | 27:27     | Тунис  | Малме арена, Малме · Гледалаца: Начевски, Николов · Судије: Северна Македонија |
| 13. јануар 2023. 18:00 | Џалал 10 | (16:15)   | Рзиг 8 | Малме арена, Малме · Гледалаца: Начевски, Николов · Судије: Северна Македонија |
| 13. јануар 2023. 18:00 | 2× 1×    | Извјештај | 3× 1×  | Малме арена, Малме · Гледалаца: Начевски, Николов · Судије: Северна Македонија |

| 13. јануар 2023. 20:30 | Данска    | 43:28     | Белгија  | Малме арена, Малме · Гледалаца: Паолантони, Гарсија · Судије: Аргентина |
| 13. јануар 2023. 20:30 | Хансен 10 | (22:15)   | Брикхе 5 | Малме арена, Малме · Гледалаца: Паолантони, Гарсија · Судије: Аргентина |
| 13. јануар 2023. 20:30 | 2× 1×     | Извјештај | 5×       | Малме арена, Малме · Гледалаца: Паолантони, Гарсија · Судије: Аргентина |

| 15. јануар 2023. 18:00 | Белгија  | 31:29     | Тунис   | Малме арена, Малме · Гледалаца: Марин, Гарсија · Судије: Шпанија |
| 15. јануар 2023. 18:00 | Керими 6 | (17:16)   | Маоуа 4 | Малме арена, Малме · Гледалаца: Марин, Гарсија · Судије: Шпанија |
| 15. јануар 2023. 18:00 | 6×       | Извјештај | 2×      | Малме арена, Малме · Гледалаца: Марин, Гарсија · Судије: Шпанија |

| 15. јануар 2023. 20:30 | Данска    | 36:21   | Бахреин | Малме арена, Малме · Гледалаца: Шулц, Тонис · Судије: Немачка |
| 15. јануар 2023. 20:30 | Гидсел 9  | (17:16) | Мерза 5 | Малме арена, Малме · Гледалаца: Шулц, Тонис · Судије: Немачка |
| 15. јануар 2023. 20:30 | Извјештај |         |         | Малме арена, Малме · Гледалаца: Шулц, Тонис · Судије: Немачка |

| 17. јануар 2023. 18:00 | Белгија   | 28:30     | Бахреин | Малме арена, Малме · Гледалаца: Жулијан, Гриљо · Судије: Аргентина |
| 17. јануар 2023. 18:00 | Коттерс 8 | (12:15)   | Мерза 6 | Малме арена, Малме · Гледалаца: Жулијан, Гриљо · Судије: Аргентина |
| 17. јануар 2023. 18:00 | 3×        | Извјештај | 5×      | Малме арена, Малме · Гледалаца: Жулијан, Гриљо · Судије: Аргентина |

| 17. јануар 2023. 20:30 | Тунис     | 21:34     | Данска   | Малме арена, Малме · Гледалаца: Павићевић, Ражнатовић · Судије: Црна Гора |
| 17. јануар 2023. 20:30 | Дармоул 6 | (14:19)   | Гидсел 8 | Малме арена, Малме · Гледалаца: Павићевић, Ражнатовић · Судије: Црна Гора |
| 17. јануар 2023. 20:30 | 3× 1×     | Извјештај | 2×       | Малме арена, Малме · Гледалаца: Павићевић, Ражнатовић · Судије: Црна Гора |

## Предсједнички куп

### Група I
| Поз. | Репрезентација    | О | П | Н | И | ГД | ГП | ГР  | Бод. | Квалификација |
| ---- | ----------------- | - | - | - | - | -- | -- | --- | ---- | ------------- |
| 1.   | Чиле              | 3 | 3 | 0 | 0 | 93 | 73 | +20 | 6    | За 25.мјесто  |
| 2.   | Јужна Кореја      | 3 | 2 | 0 | 1 | 97 | 86 | +11 | 4    | За 27. мјесто |
| 3.   | Саудијска Арабија | 3 | 1 | 0 | 2 | 74 | 87 | -13 | 2    | За 29. мјесто |
| 4.   | Уругвај           | 3 | 0 | 0 | 3 | 81 | 99 | -18 | 0    | За 31. мјесто |

| 18. јануар 2023. 15:30 | Чиле         | 26:23     | Саудијска Арабија | Орлен арена, Плоцк · Гледалаца: Ердоган, Оздениз · Судије: Турска |
| 18. јануар 2023. 15:30 | Феуцхтманн 7 | (12:13)   | Ал-Абдулали 7     | Орлен арена, Плоцк · Гледалаца: Ердоган, Оздениз · Судије: Турска |
| 18. јануар 2023. 15:30 | 4× 1×        | Извјештај | 4× 2×             | Орлен арена, Плоцк · Гледалаца: Ердоган, Оздениз · Судије: Турска |

| 18. јануар 2023. 18:00 | Уругвај | 30:37     | Јужна Кореја        | Орлен арена, Плоцк · Гледалаца: Емам, Хедаја · Судије: Египат |
| 18. јануар 2023. 18:00 | Руббо 8 | (15:23)   | Тае-хиун, Иу-сунг 6 | Орлен арена, Плоцк · Гледалаца: Емам, Хедаја · Судије: Египат |
| 18. јануар 2023. 18:00 | 4× 1×   | Извјештај | 4× 2×               | Орлен арена, Плоцк · Гледалаца: Емам, Хедаја · Судије: Египат |

| 20. јануар 2023. 15:30 | Чиле         | 34:24     | Уругвај            | Орлен арена, Плоцк · Гледалаца: Паолантони, Гарсија · Судије: Аргентина |
| 20. јануар 2023. 15:30 | Феуцхтманн 6 | (17:13)   | Де Агрела, Руббо 4 | Орлен арена, Плоцк · Гледалаца: Паолантони, Гарсија · Судије: Аргентина |
| 20. јануар 2023. 15:30 | 3× 1×        | Извјештај | 5× 1×              | Орлен арена, Плоцк · Гледалаца: Паолантони, Гарсија · Судије: Аргентина |

| 20. јануар 2023. 18:00 | Саудијска Арабија    | 23:34     | Јужна Кореја | Орлен арена, Плоцк · Гледалаца: Сантош, Фонсека · Судије: Португалија |
| 20. јануар 2023. 18:00 | Ал-Абас, Ал-Хассан 4 | (12:17)   | Јанг 11      | Орлен арена, Плоцк · Гледалаца: Сантош, Фонсека · Судије: Португалија |
| 20. јануар 2023. 18:00 | 7× 1×                | Извјештај | 8×           | Орлен арена, Плоцк · Гледалаца: Сантош, Фонсека · Судије: Португалија |

| 22. јануар 2023. 15:30 | Јужна Кореја | 26:33     | Чиле         | Орлен арена, Плоцк · Гледалаца: Мерз, Куттлер · Судије: Немачка |
| 22. јануар 2023. 15:30 | Канг 6       | (16:16)   | Феуцхтманн 9 | Орлен арена, Плоцк · Гледалаца: Мерз, Куттлер · Судије: Немачка |
| 22. јануар 2023. 15:30 | 4× 2×        | Извјештај | 6×           | Орлен арена, Плоцк · Гледалаца: Мерз, Куттлер · Судије: Немачка |

| 22. јануар 2023. 18:00 | Саудијска Арабија | 28:27     | Уругвај  | Орлен арена, Плоцк · Гледалаца: Емам, Хедаја · Судије: Египат |
| 22. јануар 2023. 18:00 | Ал-Салем 8        | (15:14)   | Руббо 11 | Орлен арена, Плоцк · Гледалаца: Емам, Хедаја · Судије: Египат |
| 22. јануар 2023. 18:00 | 3× 1×             | Извјештај | 5× 1×    | Орлен арена, Плоцк · Гледалаца: Емам, Хедаја · Судије: Египат |

### Група II
| Поз. | Репрезентација     | О | П | Н | И | ГД  | ГП | ГР  | Бод. | Квалификација |
| ---- | ------------------ | - | - | - | - | --- | -- | --- | ---- | ------------- |
| 1.   | Тунис              | 3 | 3 | 0 | 0 | 93  | 78 | +15 | 6    | За 25.мјесто  |
| 2.   | Северна Македонија | 3 | 2 | 0 | 1 | 108 | 83 | +25 | 4    | За 27. мјесто |
| 3.   | Мароко             | 3 | 1 | 0 | 2 | 78  | 97 | -19 | 2    | За 29. мјесто |
| 4.   | Алжир              | 3 | 0 | 0 | 3 | 77  | 98 | -21 | 0    | За 31. мјесто |

| 19. јануар 2023. 15:30 | Алжир   | 25:40     | Северна Македонија   | Орлен арена, Плоцк · Гледалаца: Лах, Сок · Судије: Јужна Кореја |
| 19. јануар 2023. 15:30 | Даоуд 5 | (11:19)   | Манасков, Пешевски 7 | Орлен арена, Плоцк · Гледалаца: Лах, Сок · Судије: Јужна Кореја |
| 19. јануар 2023. 15:30 | 4×      | Извјештај | 2×                   | Орлен арена, Плоцк · Гледалаца: Лах, Сок · Судије: Јужна Кореја |

| 19. јануар 2023. 18:00 | Мароко     | 25:30     | Тунис  | Орлен арена, Плоцк · Гледалаца: Сантош, Фонсека · Судије: Португалија |
| 19. јануар 2023. 18:00 | Реззоуки 9 | (13:13)   | Рзиг 8 | Орлен арена, Плоцк · Гледалаца: Сантош, Фонсека · Судије: Португалија |
| 19. јануар 2023. 18:00 | 6× 1×      | Извјештај | 6×     | Орлен арена, Плоцк · Гледалаца: Сантош, Фонсека · Судије: Португалија |

| 21. јануар 2023. 15:30 | Алжир  | 27:28     | Мароко      | Орлен арена, Плоцк · Гледалаца: Ердоган, Оздениз · Судије: Турска |
| 21. јануар 2023. 15:30 | Абди 7 | (15:13)   | Харцхаоуи 5 | Орлен арена, Плоцк · Гледалаца: Ердоган, Оздениз · Судије: Турска |
| 21. јануар 2023. 15:30 | 4× 1×  | Извјештај | 4× 2×       | Орлен арена, Плоцк · Гледалаца: Ердоган, Оздениз · Судије: Турска |

| 21. јануар 2023. 18:00 | Северна Македонија | 28:33     | Тунис     | Орлен арена, Плоцк · Гледалаца: Паолантони, Гарсија · Судије: Аргентина |
| 21. јануар 2023. 18:00 | Кузмановски 8      | (14:16)   | Дармоул 7 | Орлен арена, Плоцк · Гледалаца: Паолантони, Гарсија · Судије: Аргентина |
| 21. јануар 2023. 18:00 | 7× 1×              | Извјештај | 9× 3×     | Орлен арена, Плоцк · Гледалаца: Паолантони, Гарсија · Судије: Аргентина |

| 23. јануар 2023. 15:30 | Тунис       | 30:25     | Алжир  | Орлен арена, Плоцк · Гледалаца: Жулијан, Гриљо · Судије: Аргентина |
| 23. јануар 2023. 15:30 | Боугханми 8 | (15:12)   | Абди 8 | Орлен арена, Плоцк · Гледалаца: Жулијан, Гриљо · Судије: Аргентина |
| 23. јануар 2023. 15:30 | 2× 1×       | Извјештај | 2×     | Орлен арена, Плоцк · Гледалаца: Жулијан, Гриљо · Судије: Аргентина |

| 23. јануар 2023. 18:00 | Северна Македонија | 40:25     | Мароко  | Орлен арена, Плоцк · Гледалаца: Лах, Сок · Судије: Јужна Кореја |
| 23. јануар 2023. 18:00 | Кузмановски 8      | (18:12)   | Захер 8 | Орлен арена, Плоцк · Гледалаца: Лах, Сок · Судије: Јужна Кореја |
| 23. јануар 2023. 18:00 | 3×                 | Извјештај | 1×      | Орлен арена, Плоцк · Гледалаца: Лах, Сок · Судије: Јужна Кореја |

### Утакмица за 31. мјесто
| 25. јануар 2023. 13:00 | Уругвај         | 33:34     | Алжир          | Орлен арена, Плоцк · Гледалаца: Лах, Сок · Судије: Јужна Кореја |
| 25. јануар 2023. 13:00 | Чапаро, Руббо 6 | (17:16)   | Ариб, Иацине 6 | Орлен арена, Плоцк · Гледалаца: Лах, Сок · Судије: Јужна Кореја |
| 25. јануар 2023. 13:00 | 2×              | Извјештај | 4×             | Орлен арена, Плоцк · Гледалаца: Лах, Сок · Судије: Јужна Кореја |

### Утакмица за 29. мјесто
| 25. јануар 2023. 15:30 | Саудијска Арабија | 32:20     | Мароко       | Орлен арена, Плоцк · Гледалаца: Мерз, Куттлер · Судије: Немачка |
| 25. јануар 2023. 15:30 | Ал-Салем 7        | (18:11)   | Харцхаоуи 10 | Орлен арена, Плоцк · Гледалаца: Мерз, Куттлер · Судије: Немачка |
| 25. јануар 2023. 15:30 | 5× 1×             | Извјештај | 2× 1×        | Орлен арена, Плоцк · Гледалаца: Мерз, Куттлер · Судије: Немачка |

### Утакмица за 27. мјесто
| 25. јануар 2023. 18:00 | Јужна Кореја | 33:36     | Северна Македонија | Орлен арена, Плоцк · Гледалаца: Жулијан, Гриљо · Судије: Аргентина |
| 25. јануар 2023. 18:00 | Јин 8        | (19:20)   | Кузмановски 8      | Орлен арена, Плоцк · Гледалаца: Жулијан, Гриљо · Судије: Аргентина |
| 25. јануар 2023. 18:00 | 3× 1×        | Извјештај | 5× 2×              | Орлен арена, Плоцк · Гледалаца: Жулијан, Гриљо · Судије: Аргентина |

### Утакмица за 25. мјесто
| 25. јануар 2023. 20:30 | Чиле         | 26:38     | Тунис   | Орлен арена, Плоцк · Гледалаца: Секулић, Јовандић · Судије: Србија |
| 25. јануар 2023. 20:30 | Феуцхтманн 8 | (10:24)   | Тоуми 8 | Орлен арена, Плоцк · Гледалаца: Секулић, Јовандић · Судије: Србија |
| 25. јануар 2023. 20:30 | 2×           | Извјештај | 4×      | Орлен арена, Плоцк · Гледалаца: Секулић, Јовандић · Судије: Србија |

## Други круг
| Легенда                |
| ---------------------- |
| Пласман у четвртфинале |

### Група I (Катовице)
|    | Репрезентација | Бод. | Ут. | Поб. | Н. | Пор. | Пос. | При. | ГР  |
| -- | -------------- | ---- | --- | ---- | -- | ---- | ---- | ---- | --- |
| 1. | Француска      | 10   | 5   | 5    | 0  | 0    | 165  | 134  | +31 |
| 2. | Шпанија        | 8    | 5   | 4    | 0  | 1    | 149  | 124  | +25 |
| 3. | Словенија      | 6    | 5   | 3    | 0  | 2    | 158  | 133  | +25 |
| 4. | Пољска         | 4    | 5   | 2    | 0  | 3    | 123  | 127  | -4  |
| 5. | Црна Гора      | 2    | 5   | 1    | 0  | 4    | 126  | 154  | -28 |
| 6. | Иран           | 0    | 5   | 0    | 0  | 5    | 125  | 174  | -49 |

| 18. јануар 2023. 15:30 | Иран                 | 21:38     | Словенија | Сподек, Катовице · Гледалаца: Биро, Кисс · Судије: Мађарска |
| 18. јануар 2023. 15:30 | Ораеи, Садегхзадех 4 | (9:20)    | Макуц 6   | Сподек, Катовице · Гледалаца: Биро, Кисс · Судије: Мађарска |
| 18. јануар 2023. 15:30 | 3×                   | Извјештај | 5×        | Сподек, Катовице · Гледалаца: Биро, Кисс · Судије: Мађарска |

| 18. јануар 2023. 18:00 | Француска    | 35:24     | Црна Гора | Сподек, Катовице · Гледалаца: Куртагић, Ветервик · Судије: Шведска |
| 18. јануар 2023. 18:00 | Ричардсон 10 | (16:13)   | Божовић 6 | Сподек, Катовице · Гледалаца: Куртагић, Ветервик · Судије: Шведска |
| 18. јануар 2023. 18:00 | 3× 1×        | Извјештај | 4× 1×     | Сподек, Катовице · Гледалаца: Куртагић, Ветервик · Судије: Шведска |

| 18. јануар 2023. 20:30 | Шпанија      | 27:23     | Пољска  | Сподек, Катовице · Гледалаца: Мадсен, Хансен · Судије: Данска |
| 18. јануар 2023. 20:30 | Три играча 4 | (16:15)   | Сићко 7 | Сподек, Катовице · Гледалаца: Мадсен, Хансен · Судије: Данска |
| 18. јануар 2023. 20:30 | 3× 1×        | Извјештај | 2× 1×   | Сподек, Катовице · Гледалаца: Мадсен, Хансен · Судије: Данска |

| 20. јануар 2023. 15:30 | Словенија | 26:31     | Шпанија     | Сподек, Катовице · Гледалаца: Куртагић, Ветервик · Судије: Шведска |
| 20. јануар 2023. 15:30 | Доленец 7 | (15:15)   | Одриозола 6 | Сподек, Катовице · Гледалаца: Куртагић, Ветервик · Судије: Шведска |
| 20. јануар 2023. 15:30 | 4× 2×     | Извјештај | 3×          | Сподек, Катовице · Гледалаца: Куртагић, Ветервик · Судије: Шведска |

| 20. јануар 2023. 18:00 | Иран         | 29:41     | Француска        | Сподек, Катовице · Гледалаца: Губица, Милошевић · Судије: Хрватска |
| 20. јануар 2023. 18:00 | Три играча 4 | (14:18)   | Бриет, Тоурнат 6 | Сподек, Катовице · Гледалаца: Губица, Милошевић · Судије: Хрватска |
| 20. јануар 2023. 18:00 | 7×           | Извјештај | 1×               | Сподек, Катовице · Гледалаца: Губица, Милошевић · Судије: Хрватска |

| 20. јануар 2023. 20:30 | Црна Гора | 20:27     | Пољска        | Сподек, Катовице · Гледалаца: Брунер, Салах · Судије: Швајцарска |
| 20. јануар 2023. 20:30 | Вујовић 6 | (8:11)    | Једрасзцзик 6 | Сподек, Катовице · Гледалаца: Брунер, Салах · Судије: Швајцарска |
| 20. јануар 2023. 20:30 | 3×        | Извјештај | 3×            | Сподек, Катовице · Гледалаца: Брунер, Салах · Судије: Швајцарска |

| 22. јануар 2023. 15:30 | Црна Гора | 23:31     | Словенија | Сподек, Катовице · Гледалаца: Губица, Милошевић · Судије: Хрватска |
| 22. јануар 2023. 15:30 | Вујачић 5 | (8:15)    | Влах 6    | Сподек, Катовице · Гледалаца: Губица, Милошевић · Судије: Хрватска |
| 22. јануар 2023. 15:30 | 2×        | Извјештај | 5×        | Сподек, Катовице · Гледалаца: Губица, Милошевић · Судије: Хрватска |

| 22. јануар 2023. 18:00 | Иран             | 22:26     | Пољска      | Сподек, Катовице · Гледалаца: Гателис, Мажеика · Судије: Литванија |
| 22. јануар 2023. 18:00 | Ораеи, Садегхи 6 | (10:16)   | Пиетрасик 6 | Сподек, Катовице · Гледалаца: Гателис, Мажеика · Судије: Литванија |
| 22. јануар 2023. 18:00 | 4× 1×            | Извјештај | 2× 1×       | Сподек, Катовице · Гледалаца: Гателис, Мажеика · Судије: Литванија |

| 22. јануар 2023. 20:30 | Шпанија     | 26:28     | Француска    | Сподек, Катовице · Гледалаца: Начевски, Николов · Судије: Северна Македонија |
| 22. јануар 2023. 20:30 | Фернандез 7 | (13:13)   | Три играча 4 | Сподек, Катовице · Гледалаца: Начевски, Николов · Судије: Северна Македонија |
| 22. јануар 2023. 20:30 | 5×          | Извјештај | 3×           | Сподек, Катовице · Гледалаца: Начевски, Николов · Судије: Северна Македонија |

### Група II (Гетеборг)
|    | Репрезентација     | Бод. | Ут. | Поб. | Н. | Пор. | Пос. | При. | ГР  |
| -- | ------------------ | ---- | --- | ---- | -- | ---- | ---- | ---- | --- |
| 1. | Шведска            | 10   | 5   | 5    | 0  | 0    | 164  | 133  | +31 |
| 2. | Мађарска           | 6    | 5   | 3    | 0  | 2    | 148  | 147  | +1  |
| 3. | Исланд             | 5    | 5   | 3    | 0  | 2    | 169  | 158  | +11 |
| 4. | Португалија        | 5    | 5   | 2    | 1  | 2    | 146  | 133  | -13 |
| 5. | Бразил             | 3    | 5   | 1    | 1  | 3    | 138  | 151  | -13 |
| 6. | Зеленортска Острва | 0    | 5   | 0    | 0  | 5    | 138  | 181  | -43 |

| 18. јануар 2023. 15:30 | Португалија | 28:28     | Бразил    | Скандинавијум, Гетеборг · Гледалаца: Ш. Бонавентура, Ж. Бонавентура · Судије: Француска |
| 18. јануар 2023. 15:30 | Ареиа 7     | (12:11)   | Дупоук 10 | Скандинавијум, Гетеборг · Гледалаца: Ш. Бонавентура, Ж. Бонавентура · Судије: Француска |
| 18. јануар 2023. 15:30 | 1×          | Извјештај | 3×        | Скандинавијум, Гетеборг · Гледалаца: Ш. Бонавентура, Ж. Бонавентура · Судије: Француска |

| 18. јануар 2023. 18:00 | Зеленортска Острва | 30:40     | Исланд       | Скандинавијум, Гетеборг · Гледалаца: Белкири, Хамиди · Судије: Алжир |
| 18. јануар 2023. 18:00 | Пина 11            | (13:18)   | Гуðјонссон 6 | Скандинавијум, Гетеборг · Гледалаца: Белкири, Хамиди · Судије: Алжир |
| 18. јануар 2023. 18:00 | 4×                 | Извјештај | 1×           | Скандинавијум, Гетеборг · Гледалаца: Белкири, Хамиди · Судије: Алжир |

| 18. јануар 2023. 20:30 | Шведска | 37:28     | Мађарска | Скандинавијум, Гетеборг · Гледалаца: Шулц, Тонис · Судије: Немачка |
| 18. јануар 2023. 20:30 | Ване 9  | (18:14)   | Роста 7  | Скандинавијум, Гетеборг · Гледалаца: Шулц, Тонис · Судије: Немачка |
| 18. јануар 2023. 20:30 | 2×      | Извјештај | 3× 1×    | Скандинавијум, Гетеборг · Гледалаца: Шулц, Тонис · Судије: Немачка |

| 20. јануар 2023. 15:30 | Зеленортска Острва | 23:35     | Португалија | Скандинавијум, Гетеборг · Гледалаца: Мерз, Куттлер · Судије: Немачка |
| 20. јануар 2023. 15:30 | Пина 6             | (12:14)   | Ареиа 9     | Скандинавијум, Гетеборг · Гледалаца: Мерз, Куттлер · Судије: Немачка |
| 20. јануар 2023. 15:30 | 9×                 | Извјештај | 2×          | Скандинавијум, Гетеборг · Гледалаца: Мерз, Куттлер · Судије: Немачка |

| 20. јануар 2023. 18:00 | Бразил           | 25:28     | Мађарска     | Скандинавијум, Гетеборг · Гледалаца: Павићевић, Ражнатовић · Судије: Црна Гора |
| 20. јануар 2023. 18:00 | Монта да Силва 6 | (14:14)   | Мате Лекаи 7 | Скандинавијум, Гетеборг · Гледалаца: Павићевић, Ражнатовић · Судије: Црна Гора |
| 20. јануар 2023. 18:00 | 3× 1×            | Извјештај | 6× 1×        | Скандинавијум, Гетеборг · Гледалаца: Павићевић, Ражнатовић · Судије: Црна Гора |

| 20. јануар 2023. 20:30 | Исланд        | 30:35     | Шведска  | Скандинавијум, Гетеборг · Гледалаца: Начевски, Николов · Судије: Северна Македонија |
| 20. јануар 2023. 20:30 | Мар Елиссон 8 | (16:17)   | Пеллас 8 | Скандинавијум, Гетеборг · Гледалаца: Начевски, Николов · Судије: Северна Македонија |
| 20. јануар 2023. 20:30 | 4× 1×         | Извјештај | 5× 1×    | Скандинавијум, Гетеборг · Гледалаца: Начевски, Николов · Судије: Северна Македонија |

| 22. јануар 2023. 15:30 | Зеленортска Острва | 30:42     | Исланд       | Скандинавијум, Гетеборг · Гледалаца: Секулић, Јовандић · Судије: Србија |
| 22. јануар 2023. 15:30 | Ландим 8           | (15:22)   | Три играча 7 | Скандинавијум, Гетеборг · Гледалаца: Секулић, Јовандић · Судије: Србија |
| 22. јануар 2023. 15:30 | 4×                 | Извјештај | 1×           | Скандинавијум, Гетеборг · Гледалаца: Секулић, Јовандић · Судије: Србија |

| 22. јануар 2023. 18:00 | Бразил   | 37:41     | Исланд    | Скандинавијум, Гетеборг · Гледалаца: К. Гасми, Р. Гасми · Судије: Француска |
| 22. јануар 2023. 18:00 | Дупоук 8 | (22:18)   | Елиссон 9 | Скандинавијум, Гетеборг · Гледалаца: К. Гасми, Р. Гасми · Судије: Француска |
| 22. јануар 2023. 18:00 | 3× 1×    | Извјештај | 6× 1×     | Скандинавијум, Гетеборг · Гледалаца: К. Гасми, Р. Гасми · Судије: Француска |

| 22. јануар 2023. 20:30 | Шведска    | 32:30     | Португалија | Скандинавијум, Гетеборг · Гледалаца: Ш. Бонавентура, Ж. Бонавентура · Судије: Француска |
| 22. јануар 2023. 20:30 | Петерсон 8 | (13:14)   | Ареиа 8     | Скандинавијум, Гетеборг · Гледалаца: Ш. Бонавентура, Ж. Бонавентура · Судије: Француска |
| 22. јануар 2023. 20:30 | 1×         | Извјештај | 6× 2×       | Скандинавијум, Гетеборг · Гледалаца: Ш. Бонавентура, Ж. Бонавентура · Судије: Француска |

### Група III (Краков)
|    | Репрезентација | Бод. | Ут. | Поб. | Н. | Пор. | Пос. | При. | ГР  |
| -- | -------------- | ---- | --- | ---- | -- | ---- | ---- | ---- | --- |
| 1. | Норвешка       | 10   | 5   | 5    | 0  | 0    | 148  | 118  | +30 |
| 2. | Немачка        | 8    | 5   | 4    | 0  | 1    | 163  | 133  | +30 |
| 3. | Србија         | 6    | 5   | 3    | 0  | 2    | 155  | 141  | +14 |
| 4. | Холандија      | 4    | 5   | 2    | 0  | 3    | 143  | 141  | +4  |
| 5. | Аргентина      | 2    | 5   | 1    | 0  | 4    | 107  | 150  | -43 |
| 6. | Катар          | 0    | 5   | 0    | 0  | 5    | 120  | 153  | -33 |

| 19. јануар 2023. 15:30 | Катар     | 30:32     | Холандија          | Краков арена, Краков · Гледалаца: Гателис, Мажеика · Судије: Литванија |
| 19. јануар 2023. 15:30 | Мадади 11 | (19:15)   | Смитс, тен Велде 8 | Краков арена, Краков · Гледалаца: Гателис, Мажеика · Судије: Литванија |
| 19. јануар 2023. 15:30 | 6×        | Извјештај | 6× 1×              | Краков арена, Краков · Гледалаца: Гателис, Мажеика · Судије: Литванија |

| 19. јануар 2023. 18:00 | Немачка      | 39:19     | Аргентина       | Краков арена, Краков · Гледалаца: Новотњи, Хорачек · Судије: Чешка |
| 19. јануар 2023. 18:00 | Три играча 5 | (24:11)   | Мартинез Ками 5 | Краков арена, Краков · Гледалаца: Новотњи, Хорачек · Судије: Чешка |
| 19. јануар 2023. 18:00 | 3×           | Извјештај | 4×              | Краков арена, Краков · Гледалаца: Новотњи, Хорачек · Судије: Чешка |

| 19. јануар 2023. 20:30 | Норвешка                  | 31:28     | Србија       | Краков арена, Краков · Гледалаца: Брунер, Салах · Судије: Швајцарска |
| 19. јануар 2023. 20:30 | Бартолд, Сандер Сагосен 5 | (14:17)   | Три играча 5 | Краков арена, Краков · Гледалаца: Брунер, Салах · Судије: Швајцарска |
| 19. јануар 2023. 20:30 | 3×                        | Извјештај | 4× 1×        | Краков арена, Краков · Гледалаца: Брунер, Салах · Судије: Швајцарска |

| 21. јануар 2023. 15:30 | Србија        | 28:22     | Аргентина  | Краков арена, Краков · Гледалаца: Белкири, Хамиди · Судије: Алжир |
| 21. јануар 2023. 15:30 | Радивојевић 6 | (12:10)   | Ломбарди 9 | Краков арена, Краков · Гледалаца: Белкири, Хамиди · Судије: Алжир |
| 21. јануар 2023. 15:30 | 5× 1×         | Извјештај | 4× 1×      | Краков арена, Краков · Гледалаца: Белкири, Хамиди · Судије: Алжир |

| 21. јануар 2023. 18:00 | Катар     | 17:30     | Норвешка                | Краков арена, Краков · Гледалаца: Биро, Кисс · Судије: Мађарска |
| 21. јануар 2023. 18:00 | Абдалла 5 | (9:14)    | Бјøрнсен, Јоханнессен 6 | Краков арена, Краков · Гледалаца: Биро, Кисс · Судије: Мађарска |
| 21. јануар 2023. 18:00 | 2×        | Извјештај | 1×                      | Краков арена, Краков · Гледалаца: Биро, Кисс · Судије: Мађарска |

| 21. јануар 2023. 20:30 | Холандија | 26:33     | Немачка | Краков арена, Краков · Гледалаца: Мадсен, Хансен · Судије: Данска |
| 21. јануар 2023. 20:30 | Смитс 6   | (12:15)   | Кнорр 9 | Краков арена, Краков · Гледалаца: Мадсен, Хансен · Судије: Данска |
| 21. јануар 2023. 20:30 | 2× 1×     | Извјештај | 4× 1×   | Краков арена, Краков · Гледалаца: Мадсен, Хансен · Судије: Данска |

| 23. јануар 2023. 15:30 | Катар    | 22:26     | Аргентина | Краков арена, Краков · Гледалаца: Сантош, Фонсека · Судије: Португалија |
| 23. јануар 2023. 15:30 | Мадади 8 | (9:12)    | Пизарро 9 | Краков арена, Краков · Гледалаца: Сантош, Фонсека · Судије: Португалија |
| 23. јануар 2023. 15:30 | 3×       | Извјештај | 4×        | Краков арена, Краков · Гледалаца: Сантош, Фонсека · Судије: Португалија |

| 23. јануар 2023. 18:00 | Србија         | 32:30     | Холандија | Краков арена, Краков · Гледалаца: Новотњи, Хорачек · Судије: Чешка |
| 23. јануар 2023. 18:00 | Милосављевић 9 | (15:17)   | Баијенс 7 | Краков арена, Краков · Гледалаца: Новотњи, Хорачек · Судије: Чешка |
| 23. јануар 2023. 18:00 | 4×             | Извјештај | 9×        | Краков арена, Краков · Гледалаца: Новотњи, Хорачек · Судије: Чешка |

| 23. јануар 2023. 20:30 | Немачка | 26:28     | Норвешка      | Краков арена, Краков · Гледалаца: Губица, Милошевић · Судије: Хрватска |
| 23. јануар 2023. 20:30 | Кнорр 8 | (16:18)   | Јоханнессен 5 | Краков арена, Краков · Гледалаца: Губица, Милошевић · Судије: Хрватска |
| 23. јануар 2023. 20:30 | 1×      | Извјештај | 4× 1×         | Краков арена, Краков · Гледалаца: Губица, Милошевић · Судије: Хрватска |

### Група IV (Малме)
|    | Репрезентација   | Бод. | Ут. | Поб. | Н. | Пор. | Пос. | При. | ГР  |
| -- | ---------------- | ---- | --- | ---- | -- | ---- | ---- | ---- | --- |
| 1. | Данска           | 9    | 5   | 4    | 1  | 0    | 174  | 130  | +44 |
| 2. | Египат           | 8    | 5   | 4    | 0  | 1    | 150  | 118  | +32 |
| 3. | Хрватска         | 7    | 5   | 3    | 1  | 1    | 171  | 143  | +28 |
| 4. | Бахреин          | 4    | 5   | 2    | 0  | 3    | 137  | 160  | -23 |
| 5. | Сједињене Државе | 2    | 5   | 1    | 0  | 4    | 113  | 162  | -49 |
| 6. | Белгија          | 0    | 5   | 0    | 0  | 5    | 132  | 164  | -32 |

| 19. јануар 2023. 15:30 | Сједињене Државе | 27:32     | Бахреин      | Малме арена, Малме · Гледалаца: К. Гасми, Р. Гасми · Судије: Француска |
| 19. јануар 2023. 15:30 | Ходдерсен 6      | (13:17)   | Ал-Саииад 11 | Малме арена, Малме · Гледалаца: К. Гасми, Р. Гасми · Судије: Француска |
| 19. јануар 2023. 15:30 | 3× 1×            | Извјештај | 4×           | Малме арена, Малме · Гледалаца: К. Гасми, Р. Гасми · Судије: Француска |

| 19. јануар 2023. 18:00 | Египат    | 33:28     | Белгија  | Малме арена, Малме · Гледалаца: Лах, Сок · Судије: Словенија |
| 19. јануар 2023. 18:00 | Махмоуд 7 | (22:15)   | Данеси 9 | Малме арена, Малме · Гледалаца: Лах, Сок · Судије: Словенија |
| 19. јануар 2023. 18:00 | 3×        | Извјештај | 4× 1×    | Малме арена, Малме · Гледалаца: Лах, Сок · Судије: Словенија |

| 19. јануар 2023. 20:30 | Данска    | 32:32     | Хрватска | Малме арена, Малме · Гледалаца: Марин, Гарсија · Судије: Шпанија |
| 19. јануар 2023. 20:30 | Питлицк 9 | (15:16)   | Шипић 9  | Малме арена, Малме · Гледалаца: Марин, Гарсија · Судије: Шпанија |
| 19. јануар 2023. 20:30 | 5×        | Извјештај | 8× 2×    | Малме арена, Малме · Гледалаца: Марин, Гарсија · Судије: Шпанија |

| 21. јануар 2023. 15:30 | Бахреин | 22:26     | Египат     | Малме арена, Малме · Гледалаца: Марин, Гарсија · Судије: Шпанија |
| 21. јануар 2023. 15:30 | Мерза 6 | (9:13)    | Ел-Дераа 5 | Малме арена, Малме · Гледалаца: Марин, Гарсија · Судије: Шпанија |
| 21. јануар 2023. 15:30 | 2×      | Извјештај | 2× 1×      | Малме арена, Малме · Гледалаца: Марин, Гарсија · Судије: Шпанија |

| 21. јануар 2023. 18:00 | Хрватска  | 34:26     | Белгија      | Малме арена, Малме · Гледалаца: Клевен, Јорум · Судије: Норвешка |
| 21. јануар 2023. 18:00 | Јелинић 6 | (21:13)   | Три играча 4 | Малме арена, Малме · Гледалаца: Клевен, Јорум · Судије: Норвешка |
| 21. јануар 2023. 18:00 | 5×        | Извјештај | 3×           | Малме арена, Малме · Гледалаца: Клевен, Јорум · Судије: Норвешка |

| 21. јануар 2023. 20:30 | Сједињене Државе | 24:33     | Данска      | Малме арена, Малме · Гледалаца: Жулијан, Гриљо · Судије: Аргентина |
| 21. јануар 2023. 20:30 | Ходдерсен 5      | (10:18)   | Јøргенсен 8 | Малме арена, Малме · Гледалаца: Жулијан, Гриљо · Судије: Аргентина |
| 21. јануар 2023. 20:30 | 4×               | Извјештај | 2×          | Малме арена, Малме · Гледалаца: Жулијан, Гриљо · Судије: Аргентина |

| 23. јануар 2023. 15:30 | Сједињене Државе | 24:22     | Белгија         | Малме арена, Малме · Гледалаца: Шулц, Тонис · Судије: Немачка |
| 23. јануар 2023. 15:30 | четири играча 4  | (14:12)   | Коттерс, Оомс 4 | Малме арена, Малме · Гледалаца: Шулц, Тонис · Судије: Немачка |
| 23. јануар 2023. 15:30 | 4×               | Извјештај | 1×              | Малме арена, Малме · Гледалаца: Шулц, Тонис · Судије: Немачка |

| 23. јануар 2023. 18:00 | Хрватска              | 43:32     | Бахреин  | Малме арена, Малме · Гледалаца: Клевен, Јорум · Судије: Норвешка |
| 23. јануар 2023. 18:00 | Главаш, Мартиновић 11 | (17:16)   | Камбар 7 | Малме арена, Малме · Гледалаца: Клевен, Јорум · Судије: Норвешка |
| 23. јануар 2023. 18:00 | 3× 1×                 | Извјештај | 4×       | Малме арена, Малме · Гледалаца: Клевен, Јорум · Судије: Норвешка |

| 23. јануар 2023. 20:30 | Египат     | 25:30     | Данска            | Малме арена, Малме · Гледалаца: Лах, Сок · Судије: Словенија |
| 23. јануар 2023. 20:30 | Абделхак 6 | (12:17)   | Гидсел, Питлицк 8 | Малме арена, Малме · Гледалаца: Лах, Сок · Судије: Словенија |
| 23. јануар 2023. 20:30 | 5×         | Извјештај | 4× 1×             | Малме арена, Малме · Гледалаца: Лах, Сок · Судије: Словенија |

## Финални круг
|  | Четвртфинале     | Четвртфинале     |                  |    | Полуфинале  | Полуфинале  |  |  | Финале | Финале |
|  |                  |                  |                  |    |             |             |  |  |        |        |
|  | 25. јануар 2023. |                  |                  |    |             |             |  |  |        |        |
|  |                  |                  |                  |    |             |             |  |  |        |        |
|  | Француска        | 35               |                  |    |             |             |  |  |        |        |
|  | Француска        | 35               | 27. јануар 2023. |    |             |             |  |  |        |        |
|  | Немачка          | 28               |                  |    |             |             |  |  |        |        |
|  | Немачка          | 28               | Француска        | 31 |             |             |  |  |        |        |
|  | 25. јануар 2023. |                  | Француска        | 31 |             |             |  |  |        |        |
|  |                  | Шведска          | 26               |    |             |             |  |  |        |        |
|  | Шведска          | Шведска          | 26               | 26 |             |             |  |  |        |        |
|  | Шведска          |                  | 29. јануар 2023. | 26 |             |             |  |  |        |        |
|  | Египат           | 22               |                  |    |             |             |  |  |        |        |
|  | Египат           | 22               | Данска           | 34 |             |             |  |  |        |        |
|  | 25. јануар 2023. |                  | Данска           | 34 |             |             |  |  |        |        |
|  |                  | Француска        | 29               |    |             |             |  |  |        |        |
|  | Норвешка         | Француска        | 29               | 34 |             |             |  |  |        |        |
|  | Норвешка         | 27. јануар 2023. |                  | 34 |             |             |  |  |        |        |
|  | Шпанија          | 35               |                  |    |             |             |  |  |        |        |
|  | Шпанија          | 35               | Шпанија          | 23 |             |             |  |  |        |        |
|  | 25. јануар 2023. |                  | Шпанија          | 23 |             |             |  |  |        |        |
|  |                  | Данска           | 26               |    | Треће место | Треће место |  |  |        |        |
|  | Данска           | Данска           | 26               | 40 | Треће место | Треће место |  |  |        |        |
|  | Данска           |                  | 29. јануар 2023. | 40 |             |             |  |  |        |        |
|  | Мађарска         | 23               |                  |    |             |             |  |  |        |        |
|  | Мађарска         | 23               | Шпанија          | 39 |             |             |  |  |        |        |
|  |                  |                  |                  |    |             |             |  |  |        |        |
|  | Шведска          | 36               |                  |    |             |             |  |  |        |        |
|  | Шведска          | 36               |                  |    |             |             |  |  |        |        |

### Плеј-оф за 5–8 место
|  | 5 — 8. позиција  | 5 — 8. позиција |                  |    | 5. позиција | 5. позиција |
|  |                  |                 |                  |    |             |             |
|  | 27. јануар 2023. |                 |                  |    |             |             |
|  |                  |                 |                  |    |             |             |
|  | Немачка          | 35              |                  |    |             |             |
|  | Немачка          | 35              | 29. јануар 2023. |    |             |             |
|  | Египат           | 34              |                  |    |             |             |
|  | Египат           | 34              | Немачка          | 28 |             |             |
|  | 27. јануар 2023. |                 | Немачка          | 28 |             |             |
|  |                  | Норвешка        | 24               |    |             |             |
|  | Норвешка         | Норвешка        | 24               | 33 |             |             |
|  | Норвешка         |                 |                  | 33 |             |             |
|  | Мађарска         | 23              |                  |    |             |             |
|  | Мађарска         | 23              | 7. позиција      |    |             |             |
|  |                  |                 |                  |    |             |             |
|  | 29. јануар 2023. |                 |                  |    |             |             |
|  |                  |                 |                  |    |             |             |
|  | Египат           | 36              |                  |    |             |             |
|  | Египат           | 36              |                  |    |             |             |
|  | Мађарска         | 35              |                  |    |             |             |

### Четвртфинале
| 25. јануар 2023. 18:00 | Данска   | 40:23     | Мађарска      | Теле два арена, Стокхолм · Гледалаца: Брунер, Салах · Судије: Швајцарска |
| 25. јануар 2023. 18:00 | Гидсел 9 | (21:12)   | Бодо, Лекаи 6 | Теле два арена, Стокхолм · Гледалаца: Брунер, Салах · Судије: Швајцарска |
| 25. јануар 2023. 18:00 | 3×       | Извјештај | 4×            | Теле два арена, Стокхолм · Гледалаца: Брунер, Салах · Судије: Швајцарска |

| 25. јануар 2023. 18:00 | Норвешка | 34:35                                      | Шпанија           | Ерго арена, Гдањск · Гледалаца: Лах, Сок · Судије: Словенија |
| 25. јануар 2023. 18:00 | Бјøрнсен | (13:12)                                    | Фернандез Перез 8 | Ерго арена, Гдањск · Гледалаца: Лах, Сок · Судије: Словенија |
| 25. јануар 2023. 18:00 | 6×       | крај: 25:25, продужеци: 4:4, 5:6 Извјештај | 3× 1×             | Ерго арена, Гдањск · Гледалаца: Лах, Сок · Судије: Словенија |

| 25. јануар 2023. 20:30 | Шведска  | 26:22     | Египат            | Теле два арена, Стокхолм · Гледалаца: Марин, Гарсија · Судије: Шпанија |
| 25. јануар 2023. 20:30 | Екберг 6 | (14:9)    | Каддах, Махмоуд 5 | Теле два арена, Стокхолм · Гледалаца: Марин, Гарсија · Судије: Шпанија |
| 25. јануар 2023. 20:30 | 4×       | Извјештај | 1×                | Теле два арена, Стокхолм · Гледалаца: Марин, Гарсија · Судије: Шпанија |

| 25. јануар 2023. 20:30 | Француска          | 35:28     | Немачка | Ерго арена, Гдањск · Гледалаца: Мадсен, Хансен · Судије: Данска |
| 25. јануар 2023. 20:30 | Фабрегас, Ремили 5 | (16:16)   | Голла 6 | Ерго арена, Гдањск · Гледалаца: Мадсен, Хансен · Судије: Данска |
| 25. јануар 2023. 20:30 | 3×                 | Извјештај | 1×      | Ерго арена, Гдањск · Гледалаца: Мадсен, Хансен · Судије: Данска |

### Полуфинале 5–8
| 27. јануар 2023. 15:30 | Немачка | 35:34                                 | Египат           | Теле два арена, Стокхолм · Гледалаца: Начевски, Николов · Судије: Северна Македонија |
| 27. јануар 2023. 15:30 | Кнорр 7 | (17:14)                               | Ел-Дераа, Зеин 7 | Теле два арена, Стокхолм · Гледалаца: Начевски, Николов · Судије: Северна Македонија |
| 27. јануар 2023. 15:30 | 4× 1×   | крај: 30:30, продужеци: 5:4 Извјештај | 1×               | Теле два арена, Стокхолм · Гледалаца: Начевски, Николов · Судије: Северна Македонија |

| 27. јануар 2023. 18:00 | Норвешка  | 33:25     | Мађарска | Теле два арена, Стокхолм · Гледалаца: Ш. Бонавентура, Ж. Бонавентура · Судије: Француска |
| 27. јануар 2023. 18:00 | Сагосен 7 | (16:13)   | Лекаи 6  | Теле два арена, Стокхолм · Гледалаца: Ш. Бонавентура, Ж. Бонавентура · Судије: Француска |
| 27. јануар 2023. 18:00 | 2×        | Извјештај | 2× 1×    | Теле два арена, Стокхолм · Гледалаца: Ш. Бонавентура, Ж. Бонавентура · Судије: Француска |

### Игра за седмо место
| 29. јануар 2023. 15:30 | Египат  | 36:35                                      | Мађарска      | Теле два арена, Стокхолм · Гледалаца: Куртагић, Ветервик · Судије: Шведска |
| 29. јануар 2023. 15:30 | Зеин 12 | (17:11)                                    | Бодо, Лекаи 7 | Теле два арена, Стокхолм · Гледалаца: Куртагић, Ветервик · Судије: Шведска |
| 29. јануар 2023. 15:30 | 3× 1×   | крај: 28:28, продужеци: 3:3, 5:4 Извјештај | 6× 2×         | Теле два арена, Стокхолм · Гледалаца: Куртагић, Ветервик · Судије: Шведска |

### Игра за пето место
| 29. јануар 2023. 13:00 | Немачка      | 28:24     | Норвешка   | Теле два арена, Стокхолм · Гледалаца: Марин, Гарсија · Судије: Шпанија |
| 29. јануар 2023. 13:00 | три играча 5 | (16:13)   | Гуллеруд 6 | Теле два арена, Стокхолм · Гледалаца: Марин, Гарсија · Судије: Шпанија |
| 29. јануар 2023. 13:00 | 4×           | Извјештај | 2× 1×      | Теле два арена, Стокхолм · Гледалаца: Марин, Гарсија · Судије: Шпанија |

### Полуфинале
| 27. јануар 2023. 18:00 | Данска    | 26:23     | Шпанија      | Ерго арена, Гдањск · Гледалаца: Шулц, Тонис · Судије: Немачка |
| 27. јануар 2023. 18:00 | Питлицк 5 | (15:10)   | Дујсхебаев 6 | Ерго арена, Гдањск · Гледалаца: Шулц, Тонис · Судије: Немачка |
| 27. јануар 2023. 18:00 | 3× 1×     | Извјештај | 3×           | Ерго арена, Гдањск · Гледалаца: Шулц, Тонис · Судије: Немачка |

| 27. јануар 2023. 21:00 | Шведска    | 26:31     | Француска  | Теле два арена, Стокхолм · Гледалаца: Новотњи, Хорачек · Судије: Чешка |
| 27. јануар 2023. 21:00 | Јохансон 6 | (12:16)   | Фабрегас 4 | Теле два арена, Стокхолм · Гледалаца: Новотњи, Хорачек · Судије: Чешка |
| 27. јануар 2023. 21:00 | 3×         | Извјештај | 4×         | Теле два арена, Стокхолм · Гледалаца: Новотњи, Хорачек · Судије: Чешка |

### Утакмица за 3. мјесто
| 29. јануар 2023. 18:00 | Шведска | 36:39     | Шпанија    | Теле два арена, Стокхолм · Гледалаца: Ш. Бонавентура, Ж. Бонавентура · Судије: Француска |
| 29. јануар 2023. 18:00 | Ване 9  | (22:18)   | Фигуерас 9 | Теле два арена, Стокхолм · Гледалаца: Ш. Бонавентура, Ж. Бонавентура · Судије: Француска |
| 29. јануар 2023. 18:00 | 3× 2×   | Извјештај | 5× 1×      | Теле два арена, Стокхолм · Гледалаца: Ш. Бонавентура, Ж. Бонавентура · Судије: Француска |

### Финале
| 29. јануар 2023. 20:30 | Данска   | 34:29     | Француска | Теле два арена, Стокхолм · Гледалаца: Начевски, Николов · Судије: Северна Македонија |
| 29. јануар 2023. 20:30 | Лауге 10 | (15:16)   | Ремили 6  | Теле два арена, Стокхолм · Гледалаца: Начевски, Николов · Судије: Северна Македонија |
| 29. јануар 2023. 20:30 | 4× 1×    | Извјештај | 3×        | Теле два арена, Стокхолм · Гледалаца: Начевски, Николов · Судије: Северна Македонија |

| 2° место Француска | Побједник Свјетског првенства у рукомету 2023. Данска 3° титула | 3° место Шпанија |

## Коначни пласман
Пласман од 1. до 8. и од 25. до 32. места су одлучена плеј-офом и нокаутом фазом такмичења. Тимови који су завршили на трећем месту у другом кругу били су рангирани од 9. до 12. места, тимови који су завршили на четвртом месту у другом кругу од 13. до 16. места, тимови који су завршили као пети у другом кругу од 17. до 20. места и тимови који су били на шестом месту од 21. до 24. места. У случају изједначеног броја бодова, у обзир се узимала гол разлика у другом кругу, затим број постигнутих голова. Ако су екипе и даље биле изједначене, узимао се у обзир број бодова освојених у прелиминарној фази, затим гол разлика, а затим број голова постигнутих у прелиминарној фази.
| Пласман | Репрезентација     | ОУ  | П   | Н | ПО  | ДГ   | ПГ   | ГР  | Нап.                                                |
| ------- | ------------------ | --- | --- | - | --- | ---- | ---- | --- | --------------------------------------------------- |
|         | Данска             | 9   | 8   | 1 | 0   | 308  | 226  | +82 | Квалификовани за ОИ 2024. и Светско првенство 2025. |
|         | Француска          | 9   | 8   | 0 | 1   | 301  | 245  | +56 | Квалификовани за ОИ 2024. и Светско првенство 2025. |
|         | Шпанија            | 9   | 7   | 0 | 2   | 280  | 246  | +34 |                                                     |
| 4       | Шведска            | 9   | 7   | 0 | 2   | 299  | 237  | +62 |                                                     |
| 5       | Немачка            | 9   | 7   | 0 | 2   | 291  | 247  | +44 |                                                     |
| 6       | Норвешка           | 9   | 7   | 0 | 2   | 278  | 233  | +45 |                                                     |
| 7       | Египат             | 9   | 6   | 0 | 3   | 272  | 233  | +39 |                                                     |
| 8       | Мађарска           | 9   | 4   | 0 | 5   | 266  | 283  | -17 |                                                     |
| 9       | Хрватска           | 6   | 4   | 1 | 1   | 207  | 167  | +40 |                                                     |
| 10      | Словенија          | 6   | 4   | 0 | 2   | 191  | 152  | +39 |                                                     |
| 11      | Србија             | 6   | 4   | 0 | 2   | 191  | 168  | +23 |                                                     |
| 12      | Исланд             | 6   | 4   | 0 | 2   | 207  | 183  | +24 |                                                     |
| 13      | Португалија        | 6   | 3   | 1 | 2   | 178  | 157  | +21 |                                                     |
| 14      | Холандија          | 6   | 3   | 0 | 3   | 177  | 165  | +12 |                                                     |
| 15      | Пољска             | 6   | 3   | 0 | 3   | 150  | 151  | -1  |                                                     |
| 16      | Бахреин            | 6   | 2   | 1 | 3   | 164  | 187  | -23 |                                                     |
| 17      | Бразил             | 6   | 2   | 1 | 3   | 173  | 175  | -2  |                                                     |
| 18      | Црна Гора          | 6   | 2   | 0 | 4   | 161  | 187  | -26 |                                                     |
| 19      | Аргентина          | 6   | 2   | 0 | 4   | 142  | 176  | -34 |                                                     |
| 20      | Сједињене Државе   | 6   | 2   | 0 | 4   | 141  | 189  | -48 |                                                     |
| 21      | Белгија            | 6   | 1   | 0 | 5   | 163  | 193  | -30 |                                                     |
| 22      | Катар              | 6   | 1   | 0 | 5   | 149  | 177  | -28 |                                                     |
| 23      | Зеленортска Острва | 6   | 1   | 0 | 5   | 171  | 206  | -35 |                                                     |
| 24      | Иран               | 6   | 1   | 0 | 5   | 150  | 198  | -48 |                                                     |
| 25      | Тунис              | 7   | 4   | 1 | 2   | 208  | 196  | +12 |                                                     |
| 26      | Чиле               | 7   | 3   | 0 | 4   | 202  | 205  | -3  |                                                     |
| 27      | Северна Македонија | 7   | 3   | 0 | 4   | 221  | 224  | -3  |                                                     |
| 28      | Јужна Кореја       | 7   | 2   | 0 | 5   | 206  | 227  | -21 |                                                     |
| 29      | Саудијска Арабија  | 7   | 2   | 0 | 5   | 172  | 218  | -46 |                                                     |
| 30      | Мароко             | 7   | 1   | 0 | 6   | 178  | 223  | -45 |                                                     |
| 31      | Алжир              | 7   | 1   | 0 | 6   | 183  | 233  | -50 |                                                     |
| 32      | Уругвај            | 7   | 0   | 0 | 7   | 175  | 248  | -73 |                                                     |
|         | Укупно             | 224 | 109 | 6 | 109 | 6555 | 6555 | 0   |                                                     |

## Награде

### Најбољи тим
Најбољи тим Свјетског првенства 2023. је: 
- Голман:  Андреас Волф
- Лево крило:  Анхел Фернандез Перез
- Леви бек:  Симон Питлик
- Пивот:  Лудовик Фабрегас
- Средњи бек:  Недим Ремили
- Десни бек:  Алекс Дујшенбајев
- Десно крило:  Никлас Екберг